# 碘酸镝
碘酸镝是一种无机化合物，化学式为Dy(IO3)3。它可由硝酸镝或氯化镝和碘酸在200 °C反应得到，它存在α型和β型两种晶型。它在水中的溶解度为1.010±0.001（25 °C，103 mol·dm−3），在水中加入甲醇或乙醇，溶解度会降低。